# مازعبدلي بالا (مقاطعة دهلران)
مازعبدلي بالا (بالفارسية: مازعبدلی بالا) هي قرية تقع في قسم اناران الريفي (مقاطعة دهلران) في إيران. يقدر عدد سكانها بـ 157 نسمة بحسب إحصاء 2016.